# Vodní nádrž Olešná
Vodní nádrž Olešná je přehradní nádrž na potoce Olešná při jihozápadním okraji města Frýdek-Místek, vybudovaná v letech 1960 až 1964.

## Vodní režim
Průměrný průtok nádrží činí 0,54 m³/s.

## Využití
Nedostatek vody pro průmysl i obyvatelstvo představoval v polovině 20. století pro Ostravsko vážný problém. To byl také důvod, proč se v souvislosti se zamýšleným rozšířením Vítkovických železáren na konci 50. let začala chystat výstavba přehrady na Olešné. Nové vysoké pece nakonec nebyly realizovány, přehrada však ano s tím, že bude sloužit k ochraně před povodněmi a rekreaci. Zásobování průmyslu vodou v následujícím období napomáhala nádrž pouze nepřímo, zvyšováním vodnosti řeky Ostravice v suchých obdobích. Teprve od roku 1983, kdy byla na dolním toku Olešné postavena nová celulózka Biocel Paskov, funguje nádrž Olešná také jako přímý zdroj vody pro tento podnik. V letech 2005 a 2006 byly na severním břehu přehrady zprovozněny otevřený a krytý aquapark. V červnu roku 2010 byla zahájena výstavba cyklostezky. V říjnu téhož roku byla 4,5 km dlouhá stezka zprovozněna.